# Ruby Tandoh
Ruby Alice Tandoh (nacida en 1992) es una panadera, columnista, escritora y exmodelo británica. Fue subcampeona en la cuarta temporada de The Great British Bake Off de la BBC en 2013 y ha escrito cuatro libros de cocina. Su libro de 2021 Cook as You Are fue incluido en varias listas de superventas. Sus debates en línea, a veces estridentes, con gran parte del mundo de la cocina del Reino Unido también han llamado la atención.

## Primeros años
Tandoh creció en Southend-on-Sea, como la mayor de cuatro hermanos. Su padre trabajaba para Royal Mail y su madre era administradora escolar. Su abuelo paterno es oriundo de Ghana. Para ahorrar dinero alimentando a una familia numerosa, generalmente cocinaban del libro de cocina vegetariano Moosewood Cookbook.
Tandoh tuvo un trastorno alimentario cuando era adolescente, que describe como «similar a la bulimia, con algunos atracones y anorexia». Durante un tiempo fue vegana, y aunque enfatizó que ser vegano no es un trastorno alimentario para todos, dice que para ella sí lo era. Tres años de este trastorno la llevaron a un intento de suicidio a la edad de dieciocho años. La ingresaron en una sala de salud mental pero la dieron de alta después de un día porque tenía buenas calificaciones y «pelo hermoso». El trastorno alimentario continuó durante un total de seis años, incluso durante sus estudios universitarios y su aparición en The Great British Bake Off.
Tandoh estudió filosofía e historia del arte en el University College de Londres, pero lo abandonó después de cuatro años sin obtener un título.

## The Great British Bake Off
Tandoh compitió en la cuarta temporada (2013) de The Great British Bake Off (GBBO) a los veinte años, lo que la convirtió en aquel momento en la competidora más joven de la serie. Llegó a la final de mujeres, con Kimberley Wilson y Frances Quinn.
Antes del episodio final, los corredores de apuestas de Londres la consideraban como la favorita para ganar. Sin embargo, atrajo una notable antipatía entre algunos espectadores, especialmente en línea. Estos críticos afirmaron que llegó a la final debido a que lloraba constantemente; o porque ella y el juez Paul Hollywood se sintieron personalmente atraídos el uno por el otro (lo suficiente como para que Hollywood tuviera que hacer una declaración de que pensaba que Wilson era más guapa); o que ella era demasiado autocrítica; o incluso que ella «devolvía los golpes» a sus críticos (llamando a un usuario de Twitter una «vieja bruja amarga»). Sarah Ditum abordó la mayoría de estas acusaciones en una defensa de Tandoh en The Guardian.
Tandoh se convirtió en una de las finalistas junto con Quinn, quien hizo un pastel de bodas de tres niveles inspirado en El sueño de una noche de verano que, según los jueces, «venció a los otros dos muchachos sin dudas». Después de la conclusión, Tandoh publicó un editorial muy citado en The Guardian en el que respondió a las críticas que encontró durante la transmisión del programa, que dijo que eran sorprendentes, personales y misóginas. Para la quinta temporada (2014) de GBBO, que incluyó a la concursante más joven, Martha Collison, de diecisiete años, la BBC advirtió específicamente a los concursantes cómo ignorar a los troles en línea en respuesta al abuso sin precedentes que recibió Tandoh.
Para 2021, Tandoh dijo que ya no podía ver la serie y, aunque todavía apreciaba el programa como espectáculo, el tema musical principal la hizo sentir enferma.

## Carrera como escritora
Tandoh ha escrito varios libros: Crumb: The Baking Book (2014), Flavour: Eat What You Love (2016), Eat Up!: Food, Appetite, Eating What You Want (2018) y Cook as You Are (2021). Eat Up! explora aspectos de la cultura alimentaria, como los trastornos alimentarios (que sufrió Tandoh en su adolescencia), la obsesión por el bienestar, el esnobismo culinario y el placer de la comida.
Eat Up! aborda la cultura culinaria desde un punto de vista de justicia social, incluidos los orígenes colonialistas del té, el clasismo asociado con el azúcar y la humillación corporal asociada con la comida. También abordó los peligros de las dietas de exclusión y los trastornos alimentarios, fomentando el disfrute incondicional de la comida. Recibió críticas positivas de Kirkus Reviews, que lo calificó de «absorbente» y una mixta del periódico i, que cuestionó su preferencia por los ingredientes enlatados a los crudos. Eat Up! fue uno de los diez libros más vendidos del The Sunday Times en 2018.
Tandoh escribió para The Guardian, pero anunció en junio de 2018 que se detendría, citando la naturaleza «elitista» de la industria. En marzo del año siguiente, volvió a escribir artículos ocasionales para el periódico.
Junto con su esposa, Leah Pritchard, Tandoh publicó la revista de salud mental única Do What You Want en 2017. Todas las ganancias de la revista se destinan a organizaciones benéficas y sin fines de lucro.
Eater dijo que Cook as You Are «es un ejercicio para crear espacio para cada tipo de receta y cada tipo de cocinero», y señaló la falta de fotografías. Tandoh explicó que la decisión de excluir fotografías de comida y cocinas fue intencional, con el fin de alentar a los cocineros caseros a evaluar su éxito al crear una cena «no por si coincide con una foto de una comida preparada por un estilista de alimentos para una sesión de fotos de un libro de cocina». The Atlanta Journal-Constitution describe el libro como «centrándose en la cocina diaria flexible, en su mayoría de bajo esfuerzo, con ilustraciones encantadoras de varios entornos domésticos con los pies en la tierra». Publishers Weekly escribió: «Para aquellos que buscan una guía sin complicaciones para alimentar a sus seres queridos y a ellos mismos, esta es una ganadora». El libro fue incluido en varias listas de los mejores libros de cocina.

## Conflictos en Twitter
Las críticas en línea a menudo estridentes de Tandoh y los conflictos con sus colegas chefs, a menudo a través de tuits de Twitter, han atraído una amplia cobertura de noticias.
Antes de la final de 2013 de The Great British Bake Off en el que participaba Tandoh, el chef Raymond Blanc atacó a Tandoh por su emotividad y delgadez, tuiteando que ella era la presunta ganadora y que su emotividad y delgadez le hicieron dudar de su amor por la cocina o la repostería. Tandoh respondió llamando «idiota» a Blanc. Después de que el presentador de GBBO, Paul Hollywood, cuestionó cómo sabía Blanc quién sería el ganador del programa, Blanc se disculpó por estar de mal humor y «ser un francés que escribía en inglés», y dijo que no sabía quién sería el ganador.
En 2015, cuando Tandoh salió de armario en una publicación de Twitter, incluyó una mención a Hollywood y a las acusaciones de que había coqueteado con el juez para salir adelante en el concurso de GBBO. Hollywood expresó su descontento con que lo mencionaran de esta manera. En 2016, cuando Hollywood anunció que trasladaría GBBO de BBC a Channel 4, Tandoh lo llamó un «niño pavoneándose», diciendo que estaba interesado principalmente en el dinero.
En enero de 2017, Tandoh llamó a los bloggers de bienestar, y específicamente a la escritora de comida Ella Mills, «dangerous as fuck» («peligrosos como la mierda»). En abril de 2017, cuando se le pidió a Tandoh que apareciera en Good Morning Britain, ella se negó y llamó al presentador Piers Morgan un «jamón sentiente». Morgan respondió de la misma manera, tuiteando «Estoy devastado. ¿Quien es ella?». En una serie de tuits más tarde en abril de 2017, Tandoh atacó a varios chefs famosos, incluidos Jamie Oliver, Lorraine Pascale, Hairy Bikers y Tom Kerridge, por lo que llamó elitismo, egoísmo y gordofobia. En mayo de ese año, Tandoh atacó a los chefs Kerridge, Nigella Lawson y Anthony Bourdain por apoyar la «cocina aburrida y privilegiada». En junio, Tandoh criticó de forma conjunta y por separado a los chefs Oliver, Lawson, Hollywood, Bikers y Nigel Slater por no hablar antes de las elecciones generales del Reino Unido de 2017. En agosto, atacó aún más a Hollywood por bloquearla en Twitter.
En 2018, Tandoh criticó a la exconcursante del programa de telerrealidad Made in Chelsea, Lucy Watson, quien había lanzado un libro de cocina vegana en 2017, por tuitear que «la mayoría de la gente» debería ser vegana. Tandoh enumeró las razones por las que las personas podrían no ser veganas y dijo que Watson estaba escribiendo desde una posición de privilegio social. Watson respondió acusando a Tandoh de ofenderse porque su propio libro de cocina contenía recetas de carne y lácteos. Un editorial de Ella Griffiths en The Independent apoyó a Tandoh.
En 2020, Tandoh se unió a un coro de voces que criticaban el episodio de la serie de televisión documental británica Horizon sobre «el restaurante que quema calorías», primero tuiteando y luego escribiendo en The Guardian, que fomentaría la vergüenza por la obesidad y los trastornos alimentarios. El presentador Fred Sirieix respondió agradeciéndole sarcásticamente por llamar la atención sobre el episodio.

## Vida personal
Tandoh dice que aceptó ser queer poco después de aceptar su relación con la comida. Ella escribe en Eat Up! que antes de eso se había negado tanto a la comida como a las relaciones significativas.
Tandoh salió del armario en un tuit de Twitter en 2015, con un enlace a la canción de Diana Ross «I'm Coming Out». Esto atrajo la atención de los medios, la mayoría informó que ella había anunciado que era gay. En su entrevista de 2018 con The Times, Tandoh se identificó como bisexual y dijo que tuvo novios en el pasado.
Tandoh había sido alentada a salir del armario por su novia, Leah Pritchard, una música que se estaba formando para ser psicoterapeuta. Tandoh dice que tuvo suerte de conocerla después de solo un par de citas después de aceptar su bisexualidad. Se conocieron en Tinder y anunciaron su relación poco después del tuit de salida del armario de Tandoh. Viven en Sheffield, donde se casaron en una ceremonia discreta el 31 de agosto de 2018. Comparten episodios de depresión y ansiedad, como que Tandoh se sienta atrapada dentro de su casa durante varios días a la vez.
Tandoh ha hablado sobre sus luchas con los trastornos alimentarios, criticando la vergüenza corporal común en la cultura del bienestar y abogando por un enfoque más saludable y positivo en la escritura de alimentos. Fue votada como la concursante pasada favorita de The Great British Bake Off por la audiencia de Radio Times en 2016.